# Meng Wanzhou
Meng Wanzhou (孟晚舟S, Mèng WănzhōuP, Mêng4 Wan3-chou1W, nota anche come Cathy Meng e Sabrina Meng; Chengdu, 13 febbraio 1972) è una dirigente d'azienda cinese con residenza permanente in Canada, vicepresidente del consiglio di amministrazione e direttrice finanziaria di Huawei, la più grande società privata cinese, fondata da suo padre Ren Zhengfei.

## Biografia

### Primi anni e studi
Meng Wanzhou è nata nel 1972 a Chengdu, nel Sichuan. Figlia di Ren Zhengfei e della sua prima moglie Meng Jun, ha adottato il cognome di sua madre quando aveva 16 anni.
Dopo essersi laureata nel 1992 ha lavorato per la China Construction Bank per un anno prima di entrare a far parte di Huawei, una startup fondata da suo padre, come segretaria. Ha frequentato la scuola di specializzazione nel 1997 e ha conseguito un master in contabilità presso l'Università di scienza e tecnologia di Huazhong. Si è trasferita a Vancouver e ha ottenuto la residenza permanente nel 2001. Possiede inoltre il passaporto di Hong Kong.

### Carriera
In un'intervista al quotidiano cinese 21st Century Business Herald ha affermato che la sua carriera è decollata dopo essere tornata alla Huawei nel 1998 per lavorare nel dipartimento finanziario. Ha ricoperto diversi incarichi tra cui responsabile della contabilità internazionale, direttrice finanziaria di Huawei Hong Kong e direttrice del dipartimento di gestione contabile.

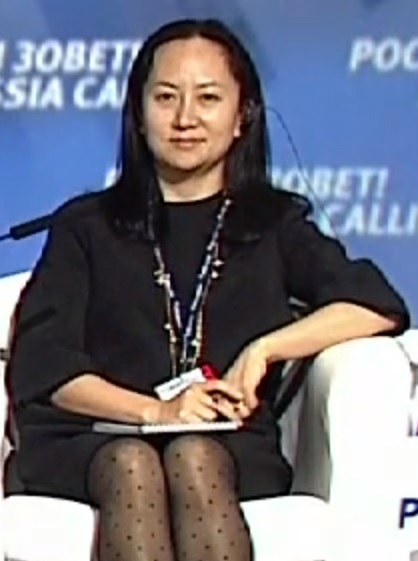
Meng Wanzhou al Russian Calling Investment Forum nel 2014

Dal dicembre 2018 è vicepresidente di Huawei, la più grande azienda privata della Cina con 180.000 dipendenti. Nel 2017 Forbes l'ha posizionata all'ottavo posto nella lista delle imprenditrici eccezionali della Cina, mentre la presidente di Huawei Sun Yafang (dimessasi a marzo 2018) è stata collocata al secondo posto.

### Controversie

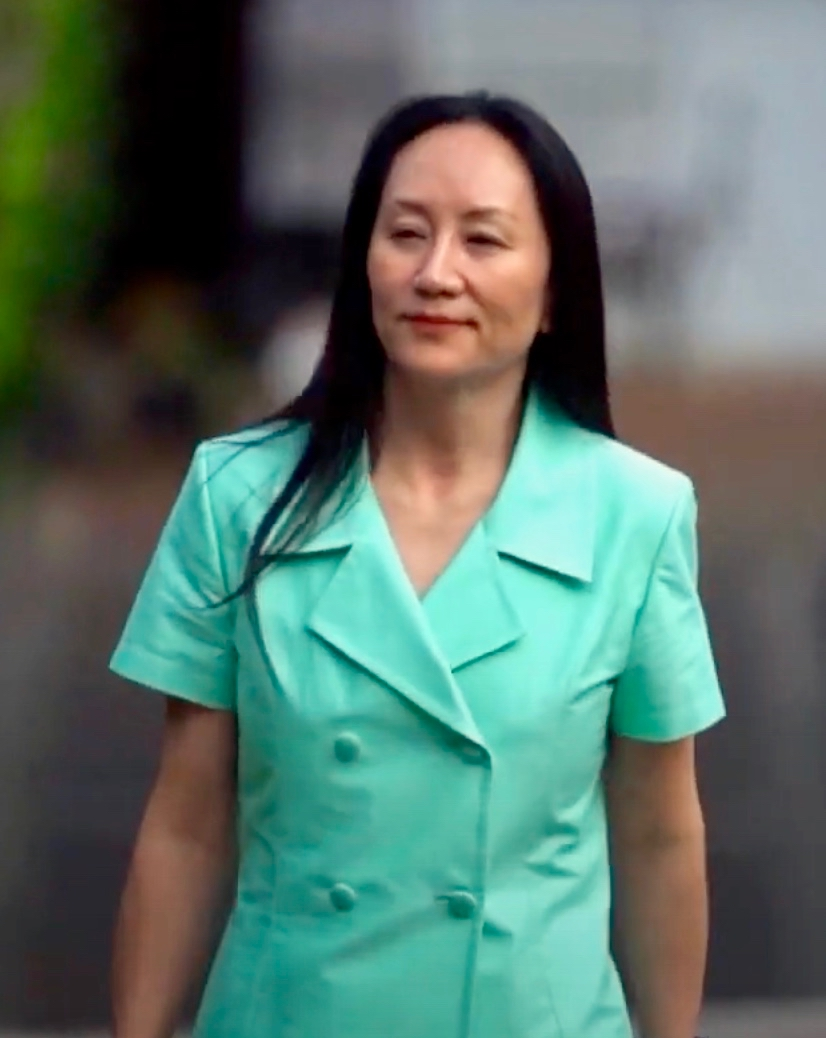
Meng a Vancouver nel 2021

Il 1º dicembre 2018 è stata arrestata all'Aeroporto Internazionale di Vancouver dagli agenti del Canada Border Services Agency per un interrogatorio durato tre ore. La Royal Canadian Mounted Police successivamente l'ha arrestata su una richiesta provvisoria di estradizione degli Stati Uniti per frode e cospirazione al fine di eludere le sanzioni statunitensi contro l'Iran. Il 28 gennaio 2019 il Dipartimento di Giustizia degli Stati Uniti l'ha ufficialmente accusata per frode finanziaria. La prima fase dell'udienza di estradizione per Meng è iniziata lunedì 20 gennaio 2020 e si è conclusa il 27 maggio 2020 quando un tribunale della Corte Suprema della British Columbia ha ordinato di procedere all'estradizione. Il 13 febbraio 2020 Meng è stata incriminata dal Dipartimento di Giustizia con l'accusa di furto di segreti commerciali che comporta una pena massima di 10 anni di reclusione secondo l'art. 18 del codice penale degli Stati Uniti.
Il 18 settembre 2021, The Globe and Mail, citando fonti canadesi, ha riferito che il Dipartimento di giustizia degli Stati Uniti ha avuto un colloquio con Huawei e gli avvocati che rappresentano Meng e si era offerto di porre fine alla richiesta di estradizione e al procedimento penale se Meng si fosse dichiarata "colpevole" delle accuse e pagato una grossa multa.
Il 24 settembre 2021, il Dipartimento di giustizia ha annunciato di aver raggiunto un accordo: Meng ha ammesso di aver fatto dichiarazioni false su Huawei che nascondeva il suo legame con Skycom e lo gestiva in violazione delle sanzioni statunitensi contro l'Iran; il Dipartimento di Giustizia ha dichiarato che archivierà tutte le accuse contro Meng. Meng ha lasciato Vancouver lo stesso giorno a bordo di un volo charter Air China organizzato dal governo cinese diretto a Shenzhen, Guangdong, Cina, dopo aver trascorso più di 1000 giorni agli arresti domiciliari. È stata accolta con un benvenuto da eroe all'Aeroporto di Shenzhen-Bao'an il 25 settembre 2021.
Il 1º dicembre 2022, l'accusa ha chiesto a un giudice di archiviare l'accusa di frode bancaria e altre accuse contro di lei e il giudice ha archiviato.

## Vita privata
Meng ha un fratello minore di nome Ren Ping (nato Meng Ping), anch'egli dipendente di Huawei, e una sorellastra di nome Annabel Yao.
Nel 2007 ha sposato l'imprenditore Liu Xiaozong, che in precedenza aveva lavorato per Huawei per dieci anni, con cui ha una figlia. Meng inoltre ha avuto tre figli da precedenti matrimoni.